# Независимая рабочая партия (Великобритания)
Независимая рабочая партия (Независимая лейбористская партия, англ. Independent Labour Party, ILP) — политическая партия социалистического толка в Великобритании, основана в январе 1893 на конференции шотландских и английских социалистов в Брадфорде. Первыми лидерами партии были Том Манн, Кейр Харди и Брус Глешер.

## Программа
Программа партии включала в себя:
- Борьбу за коллективное владение всеми средствами производства, распределения и обмена
- Введение 8-часового рабочего дня
- Запрет детского труда
- Введение социального страхования и пособий по безработице

## История
Возникновение Независимой рабочей партии явилось следствием роста независимости рабочего движения и растущего разочарования профсоюзов (Британского конгресса тред-юнионов) и радикальной интеллигенции в Либеральной партии как инструменте обеспечения представительства рабочего класса в парламенте (для чего ещё в 1869 году была создана Лига рабочего представительства. В 1888 году первый социалистический депутат в британском парламенте Каннингем Грэм инициировал создание Шотландской лейбористской партии.
В учредительной конференции Независимой рабочей партии приняли участие 130 делегатов, представлявших 91 местных ячеек, 11 отделений реформистского Фабианского общества, 4 отделения марксистской Социал-демократической федерации. Присутствовали Джордж Бернард Шоу, зять Маркса Эдуард Эвелинг и Эдуард Бернштейн, обратившийся с приветствием от СДПГ. Отвергнув предложение шотландского делегата Джорджа Карсона назвать новую организацию «Социалистической рабочей (лейбористской) партией», большинство делегатов остановилось на наименовании «Независимая рабочая (лейбористская) партия».
В 1900 году представители НРП приняли участие в конференции, в ходе которой был создан Комитет рабочего представительства (во главе с Рамсеем Макдональдом), получивший в 1906 году название Лейбористской партии. НРП вошла в Лейбористскую партию в качестве коллективного члена и до начала Первой мировой войны пыталась сохранять идейную и организационную самостоятельность.
Впрочем, многие члены НРП считали курс Лейбористской партии чересчур умеренным, и в 1912 году ряд ячеек во главе с Леонардом Холлом и Расселом Смартом, откололись от НРП, чтобы объединиться с Социал-демократической партией (бывшей федерацией) в более радикальную Британскую социалистическую партию Генри Гайндмана. Даже после этого раскола к апрелю 1914 года численность НРП достигла 30 тыс. человек.
Во время Первой мировой войны большинство в партии заняло пацифистские и антимилитаристские позиции. Партийная конференция 1917 года в Лидсе, посвящённая революции в России, призвала к «полной независимости Ирландии, Индии и Египта».
После окончания Первой мировой войны в партии образовалось довольно сильное левое крыло, руководимое Уолтоном Ньюболдом, Шапурджи Саклатвалой и Раджани Палмом Даттом (впоследствии перешедшими к коммунистам). На съезде партии в 1920 году большинством (529 голосов против 144) было принято решение о выходе из II Интернационала, при этом от вступления в Коминтерн (чему особенно противилось консервативное руководство НРП в лице Рамсея Макдональда и Филиппа Сноудена) съезд также отказался. После съезда 1921 года в Саутпорте, подтвердившего отказ от вступления в Коминтерн, от партии откололось левое крыло, вступившее в Коммунистическую партию Великобритании.
Независимая рабочая партия была одним из главных инициаторов создания Международного рабочего объединения социалистических партий (известного как «Двухсполовинный» или Венский интернационал) в 1921 году.
В годы мирового экономического кризиса 1929—1933 годов НРП, требовавшая установить государственный контроль над банками и принять эффективные меры по борьбе с безработицей, выступала в роли левой оппозиции лейбористскому руководству и особенно своему бывшему товарищу Рамсею Макдональду, сформировавшему коалиционное «национальное правительство» с консерваторами. На парламентских выборах 1931 года НРП отказалась подчиняться требованиям парламентской лейбористской партии; 5 избранных членов НРП создали независимую группу вне рядов лейбористской фракции. В 1932 году в обстановке идейного раскола в Лейбористской партии конференция НРП большинством голосов приняла решение о выходе из Лейбористской партии.
Тогда же НРП выступила соучредителем Международного бюро революционного социалистического единства (также известного как Лондонское бюро и 3½ интернационал) — международной ассоциации левосоциалистических партий, не примыкавших ни к реформистской социал-демократии, ни к сталинистским компартиям. Председательствовал в нём лидер НРП Феннер Брокуэй.
После откола от Лейбористской партии существенно (почти в 4 раза) сократилась численность НРП, в которой на 1935 год остались 4392 члена (из 16773 в 1932) — некоторые решили остаться в рядах лейбористов, учредив там Социалистическую лигу, другие откололись в Шотландскую социалистическую партию, Социалистическую партию Северной Ирландии или Независимую социалистическую партию, третьи перешли в ряды коммунистов (например, перешедший в КПВ Комитет революционной политики) или троцкистов. Впрочем, некоторые троцкистские объединения и сами работали в рамках НРП, например Марксистская группа, в которую входили С. Л. Р. Джеймс и Тед Грант. Во время Гражданской войны в Испании (1936—1939) «независимые», поддерживавшие республиканцев, особенно активную помощь оказывали своим товарищам по Лондонскому бюро из антисталинистской марксистской партии ПОУМ, в ополчении которой сражались не менее 25 сторонников НРП, включая писателя Джорджа Оруэлла.
Во время Второй мировой войны НРП не поддерживала «военную коалицию», в состав которой входили все основные политические партии Великобритании. На парламентских выборах 1945 года провела в Палату общин 3 депутатов от города Глазго. В 1947 году многие члены НРП вошли в состав Лейбористской партии. В послевоенные годы НРП активно участвовала в антиколониальном, антивоенном и антиядерном движении, отстаивала рабочий контроль на предприятиях.
В 1970 году НРП официально изменила свои взгляды на Лейбористскую партию, а в 1975 году сменила название на «Независимое рабочее издательство» («Независимые рабочие публикации», англ. Independent Labour Publications) и стала одной из групп внутри Лейбористской партии.